# Eduard Arnthal
Albert Eduard Alfred Arnthal (* 3. Februar 1893 in Hamburg; † nach 1950) war ein deutscher Maler.

## Leben
Arnthal absolvierte von 1910 bis 1912 eine Ausbildung an der Kunstschule in Weimar. Anschließend besuchte er von 1912 bis 1914 die Münchener Akademie bei Hugo von Habermann.
In den frühen 1920er Jahren lebte Arnthal in München, wo sein Werk in verschiedenen Ausstellungen vorgestellt wurde. Zu dieser Zeit gehörte er dem Deutschen Künstlerbund an und unternahm Forschungsreisen nach Afrika, Dalmatien, Italien und Schweden. 1930 ist Arnthal in Berlin nachweisbar.
Arnthals Werk besteht überwiegend aus Landschaften und figürlichen Motiven, aus Porträts und Hafenmotiven. Sein bevorzugtes Darstellungsmittel war die Aquarellmalerei, wobei er zu lieblichen Tönen und expressivem Malstil tendierte.
Während der NS-Zeit ging Arnthal in die Emigration. Im Rahmen der Aktion Entartete Kunst wurden zwölf Aquarelle und Graphiken, die er in den 1920er Jahren angefertigt hatte, aus der Hamburger Kunsthalle beschlagnahmt und später vernichtet.
Von den nationalsozialistischen Polizeiorganen als Staatsfeind eingestuft wurde Arnthal im Frühjahr 1940 vom Reichssicherheitshauptamt auf die Sonderfahndungsliste G.B. gesetzt, ein Verzeichnis von Personen, die im Falle einer erfolgreichen deutschen Invasion Großbritanniens durch die Sonderkommandos der SS-Einsatzgruppen mit besonderer Priorität ausfindig gemacht und verhaftet werden sollten.
Anfang der 1950er Jahre lebte Arnthal in Berlin.